# Zombitse-Vohibasia nationalpark
Zombitse-Vohibasia nationalpark är en nationalpark i Madagaskar. Den ligger i den sydvästra delen av landet. 
Den närmaste flygplatsen är i Toliara och parkens kontor ligger i Sakaraha 10 kilometer från parkens ingång. Parken täcker en yta på 36 308 hektar i tre områden; skogen Zombitse 6 845 hektar och områdena Isoky Vohimena 3 293 hektar och Vohibasia 16 170 hektar. Barafolket och Mahafalyfolket är de huvudsakliga etniska grupperna i området.

## Historia och betydelse
Parken består av tre separata sektioner. Zombitseskogen avsattes först som ett skyddat område 1962; skogarna Vohibasia och Isoky-Vohimena lades till 1997 och hela platsen etablerades formellt som en nationalpark 2002. Nationalparken faller inom ekoregionen som klassificeras som Madagaskars suckulenta skogsmarker, en ekoregion som är känd för hög lokal endemisitet och som är en övergång mellan det taggiga snåret och de torra lövskogarnas ekoregioner. Ekoregionen beskrivs som en mosaik av suckulenta växter och torr lövskog och bedöms som kritisk/utrotningshotad. Flera lokalt endemiska arter som den utrotningshotade lemuren Epilemur hubbardorum är endast känd från Zombitse-Vohibasia nationalpark.  Parken uppfyller Birdlife Internationals kriterier som ett Important Bird Area som en "biologisk reservoar av primär betydelse, på grund av dess läge som mellan de västra och södra delarna av Madagaskar".

## Geografi
Parken omfattar skogarna Zombitse, Vohibasia och Isoky-Vohimena i tre icke sammanhängande skiften. Zombitse-skogen grenslar Hwy RN7; Vohibasia-skogen ligger nordväst om Zombitse, och Isoky-Vohimena-skogen ligger mellan de två.[5] Isalo-massivet och Isalo nationalpark ligger 90 kilometer (56 mi) österut och går i nord-sydlig riktning, och en 820 meter hög kalkplatå i väster, går i en liknande nord-sydlig riktning. Nationalparkens skogar finns mellan dessa två högland; höjden är mellan 300 m och 825 meter. Zombitse-delens berggrund består av sandsten, de andra delarna av nationlparken består av kalksten från Juratiden. Zombitse-sektionen är på sandsten, de andra sektionerna. Även om det inte finns några vattendrag, fungerar källorna och de små våtmarkerna i parken som en reservoar som matar bifloderna till floderna Teheza och Fiherenana. kalksten från Juratiden.
Zombitse-Vohibasia nationalpark korsas av riksväg 7 mellan Ihosy och Toliara (Tulear). Nästa stad är Sakaraha.

### Klimat
Information från närmaste väderstation (Sakaraha), cirka 10 km bort, ger en medeltemperatur på 23,4 °C, med januari den varmaste månaden (i genomsnitt 26,5 °C) och juli den kallaste (i genomsnitt 18,2 °C). Klimatet är relativt torrt, med ett genomsnitt på 724 mm regn per år. Regnperioden sträcker sig från november till mars; torrperioden från april till oktober. De varmaste månaderna är i allmänhet de blötaste; januari med i genomsnitt 187 mm regn och juli med i genomsnitt 4 mm.

## Fauna

### Fåglar
Nittio arter av fåglar är kända från parken, inklusive trettioåtta endemiska arter. En art, (vitbrynad tetraka är klassificerad med bevarandestatus som sårbar på IUCN:s röda lista över hotade arter. I Zombitse-Vohibasia finns den i det täta undervegetationen av lövskog på cirka 600–800 meter (Morris och Hawkins 1998)."

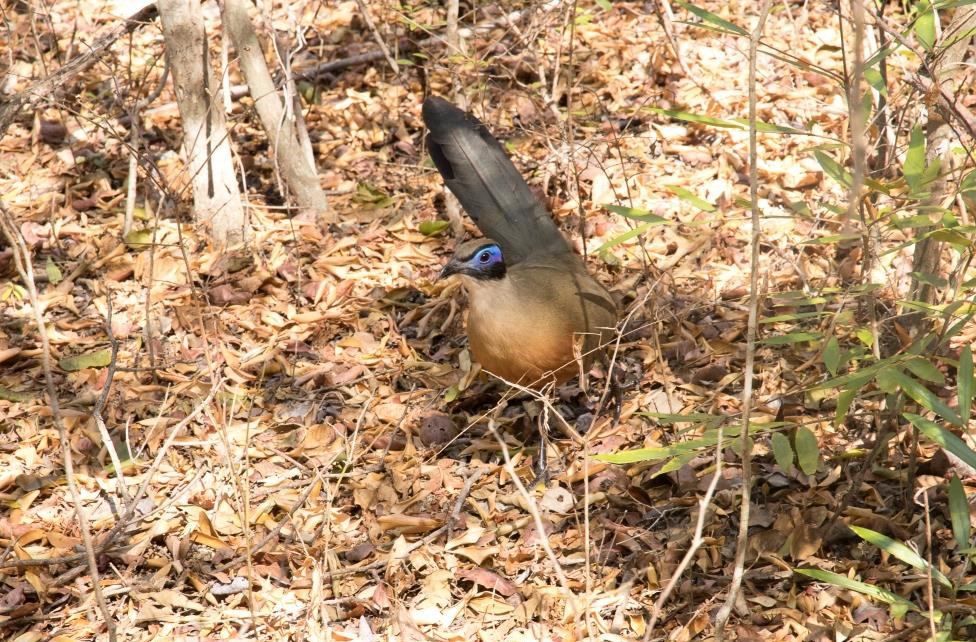
Jättekoua i Zombitse-Vohibasia nationalpark.

### Däggdjur
Tjugo arter av däggdjur finns registrerade i nationalparken Zombitse-Vohibasia. Detta inkluderar åtta arter av lemurer, varav de flesta finns på IUCN:s röda lista över hotade arter. 
Lista över lemurarter som finns i Zombitse-Vohibasia National Park Tid på dygnet Arter och IUCN-kategori:
| Tid på dygnet | Arter och IUCN-kategori |
| ------------- | --- |
| Dag           | - Ringsvanslemur (Lemur catta) (utrotningshotad) - Sifaka (Propithecus verreauxi) (utrotningshotad) - Rödpannad lemur (Eulemur rufifrons) (Nära hotad)                                                                                     |
| Natt          | - Grå muslemur (Microcebus murinus) - Dvärglemur med fet svans (tjocksvansmaki) - Coquerels jättemuslemur (Mirza coquereli) (utrotningshotad) - Lepilemur hubbardorum (utrotningshotad) - Blek lemur (Phaner pallescens) (utrotningshotad) |

Lepilemur hubbardorum är en art som är listad på CITES bilaga I och är listad som hotad av IUCN. Zombitse-Vohibasia nationalpark är det enda skyddade området där det är känt att arten finns, och populationen tros minska. Microgale nasoloi är listad som sårbar och är känd härifrån och två andra platser. 
Andra endemiska däggdjur som dokumenteras här är fossa (Cryptoprocta ferox)(VU), robust gul fladdermus (Scotophilus robustus)(NT), Peters rynkläppade fladdermus (Mormopterus jugularis)(VU)[5] och storfotad bastardmus (Macrotarsomys bastardi) ( LC).

### Amfibier och reptiler
Trettiotre arter av reptiler har dokumenterats här, inklusive Standing's day gecko (Phelsuma standingi)(VU). Åtta arter av amfibier har också dokumenterats här. Insekter

### Insekter
Uppskattningsvis 96 procent av arterna av myror som finns på Madagaskar är endemiska, och de flesta (2/3) har ännu inte beskrivits. Zombitse-Vohibasia nationalpark är rik på myror, med över 40 arter i över 20 släkten. Två arter av det endemiska släktet Oncodopus har dokumenterats i parken: Oncodopus zonatus och Oncodopus brongniarti. Den madagaskiska Flatidae, Flatida rosea, har också hittats här. Andra arter med typlokalitet i Zombitse-Vohibasia nationalpark är:
- Fjärilar
  - Cadorela translucida Griveaud, 1973
  - Filiramifera naumanni Mey, 2019[10]
  - Papilio grosesmithi
  - Acremma macrophaea Hacker, Fiebig & Stadie, 2019
  - Neptidopsis fulgurata (de Boisduval, 1833)

## Flora
Botanisk inventering av området som nu kallas Zombitse-Vohibasia nationalpark började med insamlingar av Henri Perrier de la Bâthie 1910, följt av intensiva inventeringar på 1950-talet. Nästan 300 arter i åttiofyra växtfamiljer finns, varav två av familjerna är endemiska på Madagaskar. Endast sex är icke-inhemska arter. De flesta (över 80%) är kärlväxter som är endemiska på Madagaskar. Nationalparken har 20 arter från familjen Spurge (törelväxter) och 33 arter av ärtväxter. Det finns två arter som endast har hittats i Zombitse-Vohibasia; Ampelosycios bosseri (familjen gurkväxter), Ivodea lanceolata (familjen vinruteväxter och orkidén Grammangis spectabilis Bosser & Morat. Ytterligare 23 är sällsynta arter, kända från 2-5 platser.

## Landskapstyper
De viktigaste landskapstyperna i parken är skogar, öppna gräsmarker och det finns även några begränsade våtmarksområden. De tre delarna av Zombitse-Vohibasia nationalpark har många likheter, även om Isoky-Vohimeni sitter på axeln av Isalo-massivet, och så har vissa artlikheter med Isalo nationalpark, inklusive Pachypodium rosulatum och flera Aloe-arter.

### Skogar
Trädens kronor når i genomsnitt upp till 10–16 meters höjd, och är främst medlemmar av familjerna törelväxter och ärtväxter (t.ex. Pongamiopsis pervilleana).[3] Baobab (Adansonia za och Adansonia grandidieri) tillsammans med andra högre träd kan hittas som dyker upp ovanför baldakinen. Under trädkronorna finns vanligtvis buskskog som huvudsakligen består av trädartade arter med tjocka, sklerofila blad, inklusive många från familjen törelväxter, såväl som arter i familjerna kinesträdsväxter, sumakväxter och Burseraceae. Med regnperioden i Vohibasia utvecklas en mångsidig undervegetation, som till stor del består av ettåriga växter av familjen Acanthaceae.

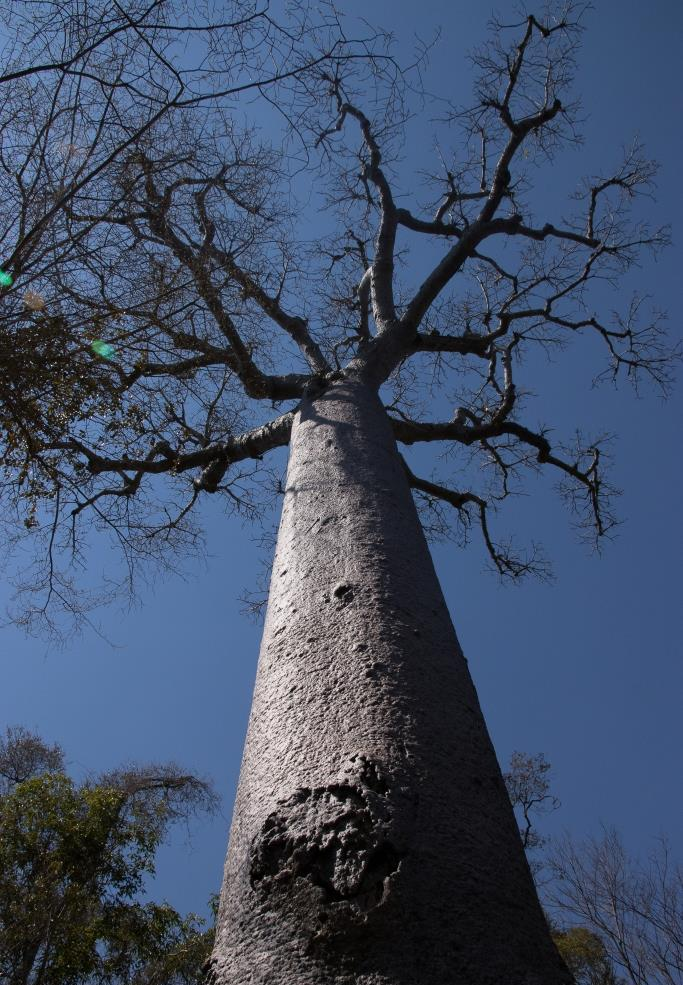
Baobabträd i Zombitse-Vohibasia nationalpark.

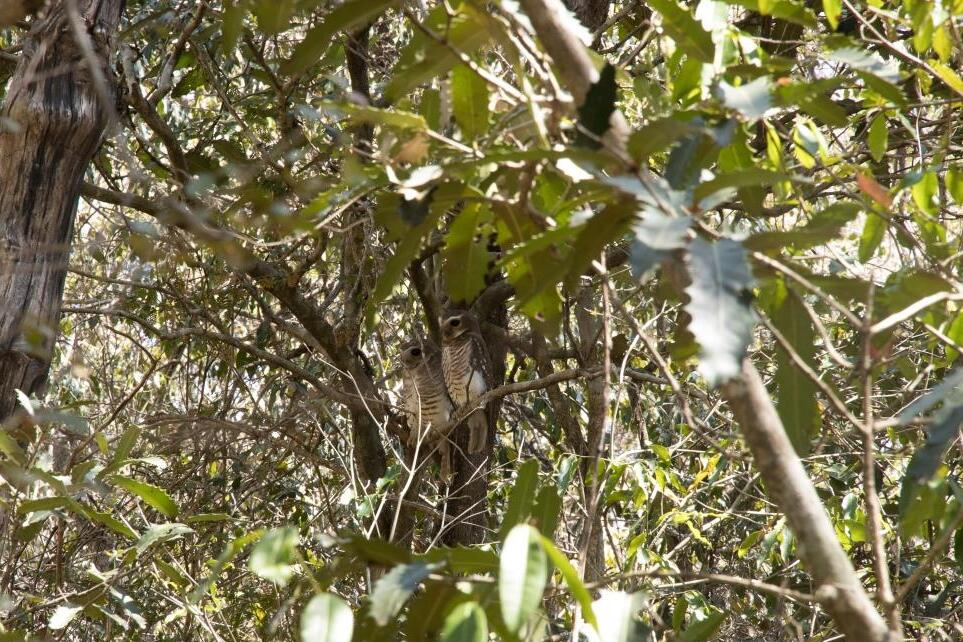
Madagaskaruggla bland täta buskar i Zombitse-Vohibasia narionalpark.

### Skogar och gräsmarker
Skogsmarker bildar en övergångszon mellan skog och gräsmark och har spridda fläckar av buskar eller små träd som Dicoma incana, Dalbergia sp., Stereosperum euphoroides, Rhopalocarpus lucidus, Fernandoa madagascariensis och Diospyros sakalavarum. Skogsmarkerna klassas som savanner och som gräsmarker med många arter av gräs. De flesta av gräsen är inhemska men inte endemiska arter, som Aristida barbicollis.

### Våtmarker
Våtmarker är inte omfattande, men Ravenea rivularis (Arecaceae) och Pandanus xerophyta (Pandanaceae) kan hittas i dessa fuktigare livsmiljöer samt Cyperus spp. och Scirpus spp. Det endemiska sötvattensvattnet Aponogeton decaryi (NT) har också rapporterats här.

## Bevarande
Avskogning är ett problem inom parken med ständiga förluster på grund av svedjebruk. De skogbevuxna områdena har minskat avsevärt, baserat på jämförelser mellan 1949 och 1994 flygfoton och vegetationen tros ha blivit utarmad på grund av brand och bete.

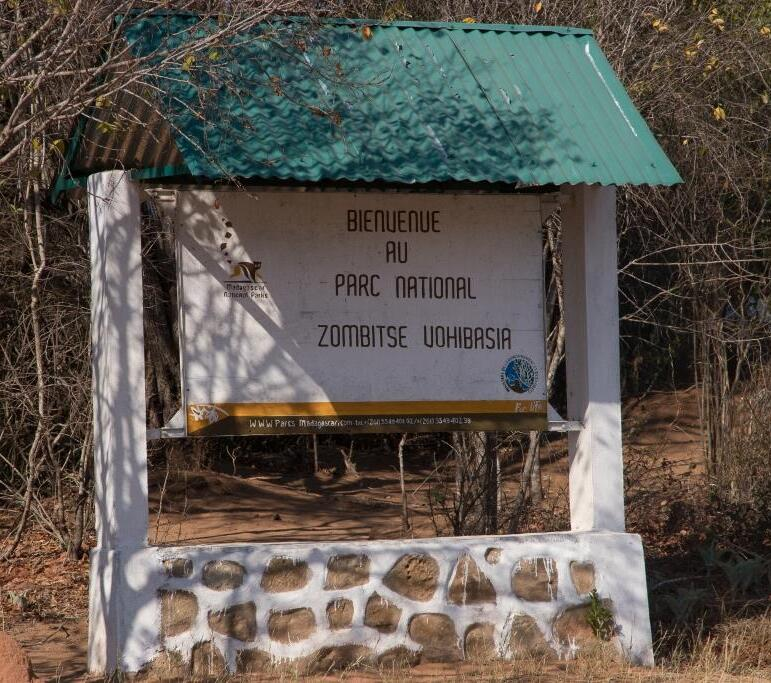
Välkomstskylt vid Zombitse-Vohibasia.